# Fehn- und Schiffahrtsmuseum

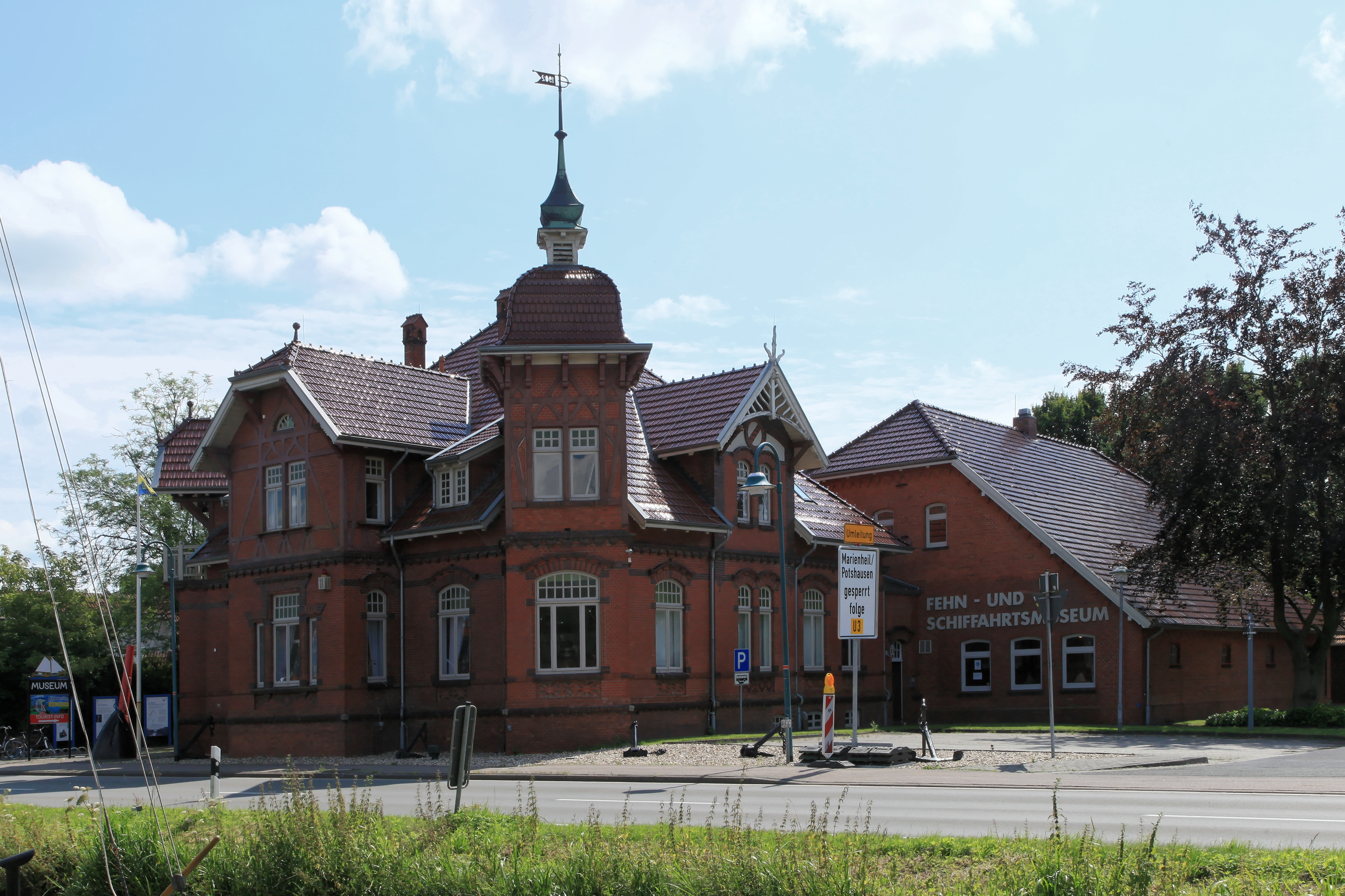
Das Fehn- und Schiffahrtsmuseum

Das Fehn- und Schiffahrtsmuseum in Westrhauderfehn ist ein Museum zur Geschichte der Fehnkultur, des regionalen Schiffbaus und der Schifffahrt des einst wichtigsten Binnenhafens Ostfrieslands. Das Museum mit Sitz in der denkmalgeschützten „Villa Graepel“ ist Mitglied im Museumsverbund Ostfriesland. Träger ist der Heimatverein Overledingerland e. V. Vor dem Museum hat der Heimatverein eine über 100 Jahre alte Schmiede wieder aufgebaut. Im Kanal unmittelbar vor dem Haus liegt die Tjalk „Twee Gebroeders“.

## Geschichte
Das Museum geht auf eine Initiative des im Jahre 1948 gegründeten Heimatverein Overledingerland e. V. zurück, der sich neben der Pflege der heimatlichen Kultur, heimischer Bräuche und der plattdeutschen Sprache dem Aufbau und Betrieb des Fehn- und Schifffahrtsmuseums widmet. Das Museum ist seit 1950 in der Villa Graepel untergebracht und wurde 1954 staatlich anerkannt. Seit dem Auszug der Kommune nutzt der Heimatverein Overledingerland das gesamte Gebäude als Museum. Im Jahr 2017 verzeichnete es rund 5.000 Besucher. Neben der Dauerausstellung finden auch Sonderausstellungen statt.

## Das Museumsgebäude
Das Museum ist einer Jugendstil-Villa aus wilhelminischer Zeit mit einer großen Gulfscheune als Hintergebäude untergebracht. Das eindrucksvolle Gebäude wurde 1902 von Conrad Phillip Graepel, dem Inhaber des Kaufhauses C. A. I. Hagius Sohn, errichtet. 1936 ging das Gebäude in den Besitz der Gemeinde Westrhauderfehn über. Bis zur Erstellung eines neuen Rathauses im Jahre 1978, war in der Villa die Gemeindeverwaltung untergebracht. Bis heute ist die Gemeinde Eigentümerin des historischen Hauses.